# Microsoft Zune
Microsoft Zune (ook wel afgekort tot Zune) is een mp4-speler gemaakt door het Amerikaanse Microsoft, Flextronics, en het Japanse Toshiba. De Zune werd geïntroduceerd op 14 november 2006. Microsoft heeft alle services van Zune stopgezet in november 2015.

## Geschiedenis
Het eerste model van de Zune dat door Microsoft op de markt is gebracht is de Zune. Dit eerste model is hernoemd tot Zune 30 na verschijning van de tweede generatie. Het getal 30 staat voor de opslagcapaciteit 30 GB. De Zune 30 werd uitsluitend in de Verenigde Staten geïntroduceerd op 14 november 2006. De eerste mp4-speler van Microsoft bevatte een aantal elementen die niet te vinden waren op apparaten van belangrijke rivalen (Apple iPod, Sony MD-player, Creative Muvo). Zo kon de Zune 30 al draadloos muziek van Zune-naar-Zune verplaatsen, en had de mp4-speler standaard een FM-tuner met RDS aan boord.
Tevens was het apparaat voorzien van een voor die tijd groot 8 cm scherm. De Zune 30 werd geleverd met standaard een basishoofdtelefoon, een draagtasje, USB-synchronisatiekabel, software-cd en handleidingen. De eerste generatie van Zune was beschikbaar in 3 kleuren, namelijk zwart, wit en bruin. Later verschenen speciale edities in het rood, oranje en, na Valentijnsdag 2007, ook roze.

## Zune v2

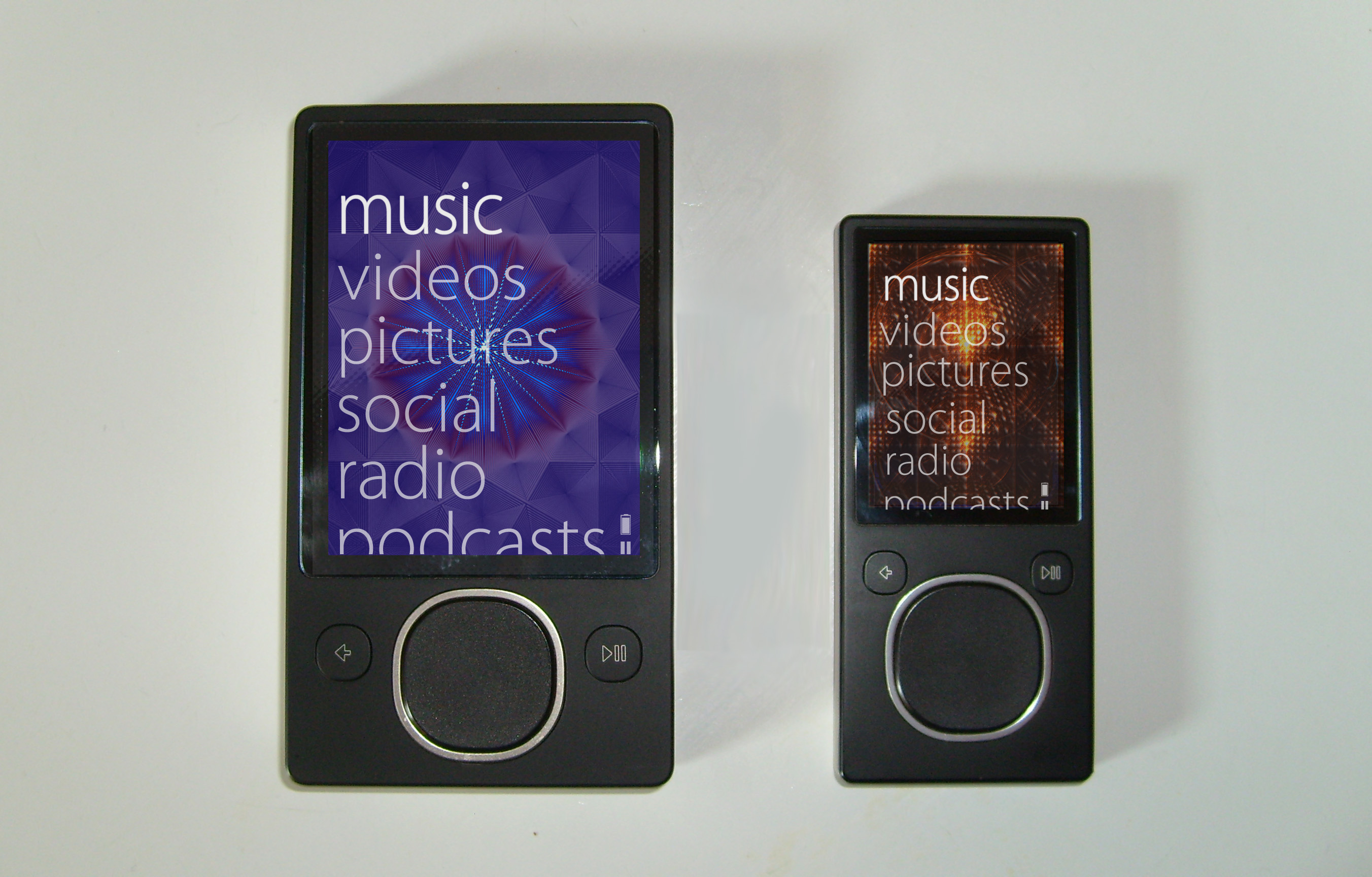
Zune 80 en Zune 4 naast elkaar

Op 2 oktober 2007 besloot Microsoft om een nieuwe generatie van de Zune te introduceren. Het betrof nu een Zune 4, 8 en 80. De Zune 4 en 8 waren de eerste flashspelers die Microsoft op de markt bracht. De Zune 80 was de wezenlijke opvolger van de Zune 30, met een grotere harde schijf. De nieuwe generatie Zune had als grootste verbetering de Zune-pad. Deze nieuwe manier van navigeren zorgde voor een snellere en eenvoudigere navigatie door de menu's en bibliotheken dan bij de Zune 30. Daarnaast kreeg Zune een firmware update (die tevens beschikbaar was voor de Zune 30) waarin als belangrijkste functie het draadloos synchroniseren met de pc werd toegevoegd.
Daarnaast kon Zune nu overweg met de bestandstype H.264 en MPEG-4. Bij de eerste firmware van Zune was men verplicht om deze formaten te converteren naar Microsofts videobestand WMV. Naast de nieuwe bestandsondersteuning kreeg de firmware ook ondersteuning voor Podcast mee die tevens via de Zune software gesynchroniseerd werd en door de software up-to-date gehouden werd.
Als laatste item kreeg Zune ook een DRM-systeem meegeleverd. Door klachten van de muziekindustrie over het draadloos synchroniseren van muziek via de zune-naar-zunesynchronisatie, werd Microsoft bijna gedwongen om een zogenaamde lage DRM toe te voegen aan alle gesynchroniseerde bestanden die via zune-naar-zunesynchronisatie werden afgespeeld. Gebruikers konden de muziek dan 3 keer afspelen tot het muziekbestand werd geblokkeerd en de gebruiker het kon aanschaffen via de Zune software.
De Zune 4, 8 en 80 werden gelijk met de nieuwe firmware geïntroduceerd op 13 november 2007. De Zune 80 wordt nog steeds geleverd met Premium Headphones, USB-synchronisatiekabel en is verkrijgbaar in de kleuren zwart en rood. De Zune 4 en 8 werden geleverd met Standard Headphones, USB-synchronisatiekabel en is verkrijgbaar in de kleuren zwart en blauw.

## Zune v3
Op 8 september 2008 kondigde Microsoft de komst van de Zune 3.0 update aan. Bij deze update werden tevens twee aanvullende mp4-spelers toegevoegd aan de collectie. Namelijk de Zune 16 en de Zune 120. Beide apparaten verschillen nagenoeg niet van de Zune 4 en 8 en de Zune 80. Tegelijkertijd met de nieuwe apparaten kwam tevens de nieuwe firmware uit die het mogelijk maakte om applicaties te gebruiken op de Zune. Hier moet voornamelijk aan games gedacht worden. Zo werden standaard ook de spellen Hexic, Sudoku en Texas Hold' em geïnstalleerd.
Naast de game functionaliteit werd tevens de mogelijkheid toegevoegd om muziek dat via de FM-radio werd beluisterd te "taggen" en later aan te schaffen via de Zunesoftware. Daarnaast was het vanaf de nieuwe firmware ook mogelijk om zogenaamde audioboeken af te spelen die aangeschaft kunnen worden via de Amerikaanse site Audible.com.
Op 18 november 2008 werd Zune 3.1 aan het grote publiek aangeboden. Hoofdzakelijk werden in deze firmware een aantal stabiliteitsproblemen aangepakt. Daarnaast werden twee nieuwe games geïnstalleerd op de Zune, namelijk Space Invaders en Dammen.

## Specificaties
De origineel geleverde specificaties van Zune.net.
|                                 | Zune 30 | Zune 4 | Zune 8 | Zune 16 | Zune 80 | Zune 120 |
| ------------------------------- | --- | --- | --- | --- | --- | --- |
| Grootte:                        | 6,1 × 11,2 × 1,5 cm | 4,1 × 9,1 × 0,8 cm | 4,1 × 9,1 × 0,8 cm | 4,1 × 9,1 × 0,8 cm | 6,1 × 10,8 × 1,3 cm | 6,1 × 10,8 × 1,3 cm |
| Gewicht:                        | 158,8 gram | 47 gram | 47 gram | 47 gram | 127,6 gram | 127,6 gram |
| Scherm:                         | 7,6 cm (3 inch), 240x320 pixels | 4,6 cm (1,8 inch), 240x320 pixels | 4,6 cm (1,8 inch), 240x320 pixels | 4,6 cm (1,8 inch), 240x320 pixels | 8,1 cm (3,2 inch), 240x320 pixels | 8,1 cm (3,2 inch), 240x320 pixels |
| Opslag:                         | 30 GB HDD | 4 GB flash | 8 GB flash | 16 GB flash | 80 GB HDD | 120 GB HDD |
| Wifi-mogelijkheden:             | Zune-naar-Zune, synchroniseren met computer/ draadloos netwerk / draadloos spelsysteem (Xbox 360) / draadloos kopen bij de Zune-shop sinds 16 september 2008 (met firmware-update) | Zune-naar-Zune, synchroniseren met computer/ draadloos netwerk / draadloos Spelsysteem (Xbox 360) / draadloos kopen bij de Zune-shop sinds 16 september 2008 (met firmware-update)        | Zune-naar-Zune, synchroniseren met computer/ draadloos netwerk / draadloos Spelsysteem (Xbox 360) / draadloos kopen bij de Zune-shop sinds 16 september 2008 (met firmware-update)        | Zune-naar-Zune, synchroniseren met computer/ draadloos netwerk / draadloos Spelsysteem (Xbox 360) / draadloos kopen bij de Zune-shop sinds 16 september 2008 (met firmware-update)        | Zune-naar-Zune, synchroniseren met computer/ draadloos netwerk / draadloos Spelsysteem (Xbox 360) / draadloos kopen bij de Zune-shop sinds 16 september 2008 (met firmware-update) | Zune-naar-Zune, synchroniseren met computer/ draadloos netwerk / draadloos Spelsysteem (Xbox 360) / draadloos kopen bij de Zune-shop sinds 16 september 2008 (met firmware-update) |
| Kleuren:                        | Zwart (JS8-00001), bruin (JS8-00003), wit (JS8-00002), Hot pink (JS8-00008), Roze                                                                                                  | Zwart (16GB-versie ook in Glossy), Groen, Rood, Roze, Blauw | Zwart (16GB-versie ook in Glossy), Groen, Rood, Roze, Blauw | Zwart (16GB-versie ook in Glossy), Groen, Rood, Roze, Blauw | Zwart, Rood (eerst als Valentijnsdag special, daarna via Zune-originals) | Zwart, Rood, Blauw (alleen via Zune online) |
| Speciale Edities:               | Oranje (JS8-00007), bruin (Halo 3), rood, roze met diamant (Nylon Magazine), zwart (Halo 3, Wisin en Yandal, Adult Swim, Microsoftpersoneel)                                       | Citroen (16 GB - Zunepersoneel), goud (8 GB - GOODS), zwart (8 GB - Allen Iverson), groen (4 GB - Democratic National Convention 2008), rood (4 GB - Republican National Convention 2008) | Citroen (16 GB - Zunepersoneel), goud (8 GB - GOODS), zwart (8 GB - Allen Iverson), groen (4 GB - Democratic National Convention 2008), rood (4 GB - Republican National Convention 2008) | Citroen (16 GB - Zunepersoneel), goud (8 GB - GOODS), zwart (8 GB - Allen Iverson), groen (4 GB - Democratic National Convention 2008), rood (4 GB - Republican National Convention 2008) | Goud (GOODS), zwart (Joy Division) | Zwart (Gears of War 2) |
| Navigatie:                      | D-pad | Zune-pad | Zune-pad | Zune-pad | Zune-pad | Zune-pad |
| Uitgebracht:                    | november 2006 | november 2007 | november 2007 | september 2008 | november 2007 | september 2008 |
| Prijs in USD (tijdens release): | $249,95 | $149,99 | $199,99 | $199,00 | $249,99 | $249,99 |
| Actuele adviesprijs:            | $199,99 | $99,99 | $139,99 | $179,99 | $229,99 | $249,99 |
| Batterij levensduur:            | 12 uur audio, 3,5 uur video | 24 uur audio, 4 uur video | 24 uur audio, 4 uur video | 24 uur audio, 4 uur video | 30 uur audio, 4 uur video | 30 uur audio, 4 uur video |

Overigens heeft Microsoft de specificaties uitgebracht voor de nieuwe Zune HD.
|                        | Zune-HD 16GB | Zune-HD 32GB | Zune-HD 64GB |
| ---------------------- | --- | --- | --- |
| Grootte:               | 52,7 × 102,1 × 8,9 mm (b × l × d) | 52,7 × 102,1 × 8,9 mm (b × l × d) | 52,7 × 102,1 × 8,9 mm (b × l × d) |
| Gewicht:               | 74 gram | 74 gram | 74 gram |
| Scherm:                | 8,3 cm (3,3 inch), 480x272 pixels | 8,3 cm (3,3 inch), 480x272 pixels | 8,3 cm (3,3 inch), 480x272 pixels |
| Schermtechniek:        | 16:9 oled-multitouchwidescreen | 16:9 oled-multitouchwidescreen | 16:9 oled-multitouchwidescreen |
| Opslag:                | 16 GB-flashgeheugen | 32 GB-flashgeheugen | 64 GB-flashgeheugen |
| Batterij levensduur    | 33 uur voor audio en 8,5 uur voor video | 33 uur voor audio en 8,5 uur voor video | 33 uur voor audio en 8,5 uur voor video |
| Wifi-mogelijkheden:    | Zune-naar-Zune / draadloos synchroniseren met computer / draadloos kopen bij de Zune shop / draadloos streaming / draadloos internetten (via aangepaste IE met volledige grootte qwerty-toetsenbord) | Zune-naar-Zune / draadloos synchroniseren met computer / draadloos kopen bij de Zune shop / draadloos streaming / draadloos internetten (via aangepaste IE met volledige grootte qwerty-toetsenbord) | Zune-naar-Zune / draadloos synchroniseren met computer / draadloos kopen bij de Zune shop / draadloos streaming / draadloos internetten (via aangepaste IE met volledige grootte qwerty-toetsenbord) |
| Kleuren:               | Zwart, platinum/zilver, en meer beschikbaar via zuneoriginals.net | Zwart, platinum/zilver, en meer beschikbaar via zuneoriginals.net | Zwart, platinum/zilver, en meer beschikbaar via zuneoriginals.net |
| Navigatie:             | Multitouch-oled-display | Multitouch-oled-display | Multitouch-oled-display |
| Release datum:         | 15 september 2009 | 15 september 2009 | Nog niet vrijgegeven |
| Prijs in USD:          | $219.99 | $289.99 | Nog niet vrijgegeven |
| Overige specificaties: | Afspelen van HD-content via dockingstation op HD-tv, HD-radio, Nvidia Tegrachip voor videoweergave.                                                                                                  | Afspelen van HD-content via dockingstation op HD-tv, HD-radio, Nvidia Tegrachip voor videoweergave.                                                                                                  | Afspelen van HD-content via dockingstation op HD-tv, HD-radio, Nvidia Tegrachip voor videoweergave.                                                                                                  |

## Accessoires
Standaard werd de Zune uitgerust met een hoofdtelefoon, en een USB-synchronisatiekabel. De Zune 30 werd, zoals al eerder aangegeven, meegeleverd met een draagtas, en de Zune 80 werd standaard meegeleverd met Premium hoofdtelefoon. Accessoires die apart gekocht konden worden waren onder andere:
- Opladers: autolader, AC-lichtstroomadapter, externe batterij
- I/O-adapters: A/V-composite, FM-zender, hoofdtelefoon, USB-datakabel
- Dockingstations: opladers, multimediaspeaker
- Bescherming: anti-krasbescherming, siliconebescherming
- Draagmogelijkheden: standaardtas, armband, riemclip
- Vervangingsonderdelen: batterij, harde schijf, lcd etc.

Fabrikanten die de meeste accessoires voor Zune maakten waren: Microsoft, Altec Lansing, Belkin corp, Incipio Technologies Inc, Digital Lifestyle Outfitters (DLO), Dual Electronics, Griffin Technology, Harman Kardon, JBL, Integrated Mobile Electronics, Jamo International, Klipsch Audio Technologies, Logitech, Monster Cable Products, Speck, Targus Group International en VAF Research.

## Zune besturingssysteem
Zunes besturingssysteem is gebaseerd op een Windows CE-kernel, speciaal gemaakt voor ARM-processors. De software die boven op het besturingssysteem draait is een alternatieve distributie van het Portable Media Center dat geïnstalleerd is op de Gigabeat S (alternatief van de Zune, maar tevens onderdeel van Microsoft).
Zunes besturingssysteem ondersteunt standaard de volgende bestandstypen:
- JPEG voor afbeeldingen.
- WMV wordt ondersteund door alle modellen, MPEG-4 en H.264 worden door alle modellen behalve Zune 30 ondersteund. Zune 30 converteert deze bestanden door middel van de Zune software naar WMV.
- MP3, AAC, M4A, Zune marketplace bestanden (DRM-vrij), WMA Pro (2-kanaals), lossless WMA voor audio.

De grafische gebruikersomgeving (GUI) is onderverdeeld in de secties: Music, Videos, Pictures, Social, Radio, Podcast, Marketplace, Games en Settings. Door het menu scrollen gaat via een omhoog/omlaag wijzende beweging met de vingers op het touchpad. In de Musicsectie kunnen gebruikers muziek zoeken op basis van genre, artiest, album of playlist. Dit kan ook in de videosectie.
Gebruikers kunnen in de Picturessectie al hun foto's bekijken, en eventueel in een presentatie weergeven. Deze presentatie kan ook op de tv door middel van een AV-kabel worden afgedraaid, al dan niet met muziek. De radiosectie ondersteunt zenders uit Amerika, Japan en het Europese zenderbestek. In de Socialsectie kan de gebruiker zien wat zijn of haar vrienden aan muziek afspelen. Ze kunnen deze muziek eventueel ook downloaden om deze via de DRM drie keer te kunnen beluisteren alvorens deze aangeschaft dient te worden.

## Ontwikkeling
De eerste generatie Zune werd in nauwe samenwerking met Toshiba ontwikkeld, gebaseerd op het design van de Gigabeat S, en herontwikkeld onder de naam Toshiba 1089 dat geregistreerd stond bij de FCC vanaf begin 2006.
Xbox 360-directeur J. Allard beheerde het project dat met codenaam "Argo" het levenslicht zag. Hij werkte samen met Xbox- en MSN Music-storeontwikkelaars aan Alexandria, dat na oplevering verder het leven in ging als Zune Marketplace. Na de lancering gingen beide producten onder de Zune merknaam verder de Amerikaanse markt op.
De tweede generatie van Zune, de Zune 4 GB, 8 GB en 80 GB werden geproduceerd door Flextronics. Er is bijna niets van de eerste versie van Zune overgenomen in de tweede versie.
De derde generatie Zune is de Zune HD

## Software
Net als bij de concurrent Apple, heeft Zune ook een applicatie voor het beheren van de muziekcollectie van de gebruiker. Deze applicatie biedt in grote lijnen hetzelfde als ITunes, maar is grafisch toch iets uitgebreider. Vooral de Zune-marketplace, waar naast de muziek ook nog informatie over de Artiest, band of groep staat. Ook kunnen aanverwante foto's van de artiest bekeken worden, de Biografie van de artiest, aanverwante video's, en luisteraars die ook naar deze artiest luisteren.
De Zunesoftware is naast het afspelen van de muziek in staat om als synchronisatiesoftware te werken voor Podcast, en kan zowel audio als video en afbeeldingen afspelen. De Zunesoftware is tevens in staat om als media-streamingserver te fungeren. Als er een Xbox 360 op hetzelfde netwerk aanwezig is, kan de Zune-software muziek, video's en afbeeldingen streamen naar de Xbox.
Zunesoftware vereist minimaal de volgende systeemspecificaties:
- 1,5 GHz processor
- 512 MB Geheugen
- Breedbandinternetverbinding
- Wifi-controller (voor draadloos synchroniseren)
- Cd-r/dvd-r voor het branden van cd's en het lezen van cd's en dvd's.
- Windows XP (32/64 bit), Windows Vista (32/64 bit), Windows 7 (32/64 bit)

## Zune in Europa
De Zune spelers waren niet verkrijgbaar in Europa, aangezien Microsoft zelf had aangekondigd te stoppen met de productie van de hardware vanwege de sterke concurrentie met de iPod.
Inmiddels heeft Microsoft wel de muziek- en videoservice Groove Music in Europa geïntroduceerd.

## Trivia
- Op elke Zune staat aan de achterkant "Hello from Seattle, Model xxxx, Assembled in China"
- De "Hello from Seattle" is een knipoog naar de "Designed in California" op elke iPod
- Muziek kon op de marketplace gekocht worden met Zune-points. Deze points zijn dezelfde als de Xbox-points, en kunnen ook uitgewisseld worden tussen beide platformen.